# Brachysycon
Brachysycon is een geslacht van uitgestorven weekdieren uit de klasse van de Gastropoda (slakken).

## Soort
- Brachysycon amoenum (Conrad, 1875) †